# Pattillo Higgins

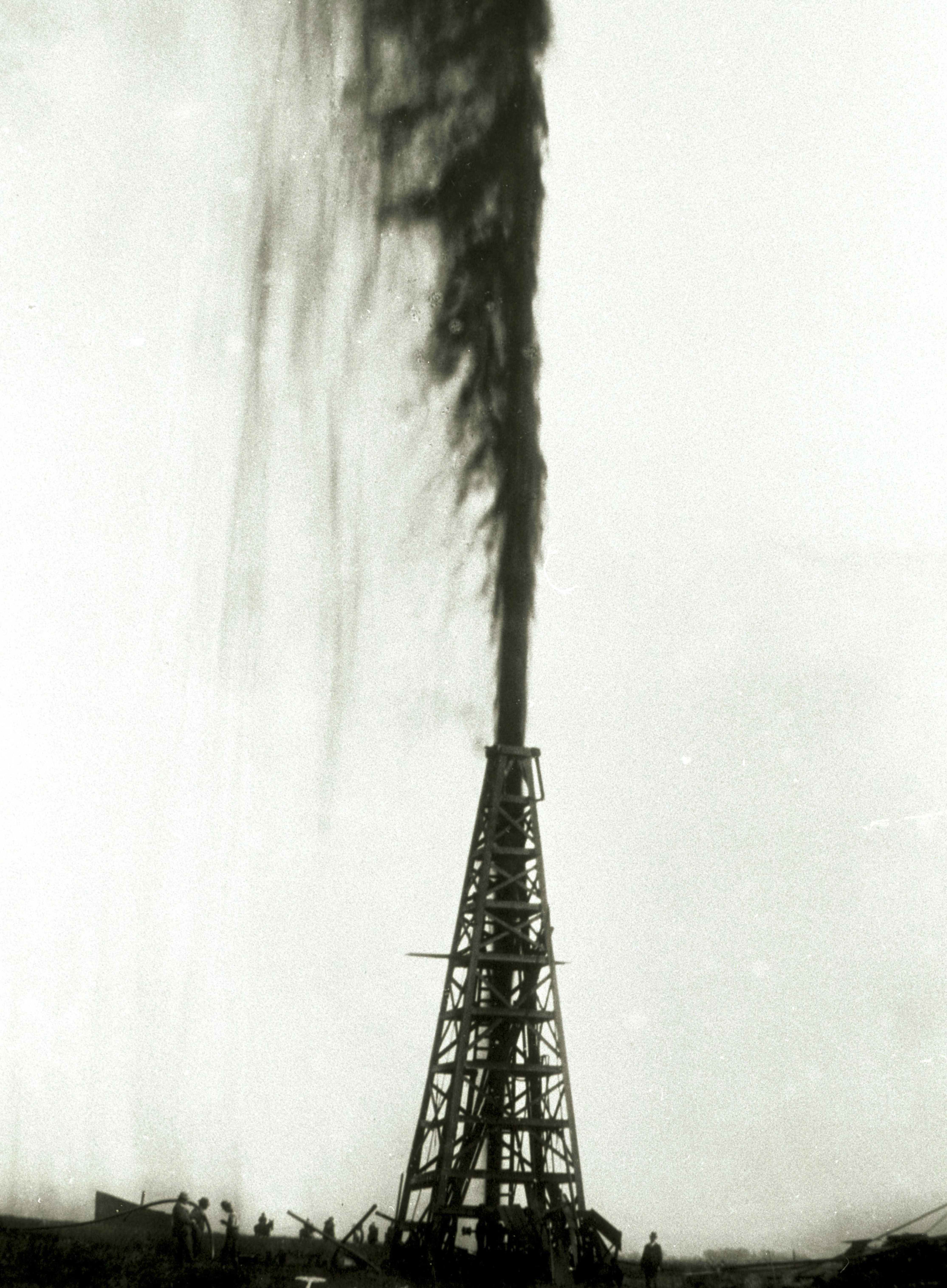
Blowout (Lucas gusher) im Spindletop-Feld 1901

Pattillo Higgins (*  5. Dezember 1863 in Sabine Pass, Texas; † 5. Juni 1955 San Antonio) war ein texansischer Unternehmer der Öl-Industrie. Er galt als Prophet von Spindletop, der Ölquelle bei Beaumont in Texas, die 1901 den texanischen Ölboom auslöste.

## Leben
Higgins ging in Beaumont zur Schule und war dann Lehrling bei seinem Vater, einem Waffenschmied. Als Jugendlicher galt er als Unruhestifter und wurde bei einer Gelegenheit angeklagt, einen Hilfssheriff erschossen zu haben, der ihn daran hindern wollte, Schwarze zu belästigen. Er plädierte auf Notwehr und wurde von den Geschworenen im Gerichtsprozess freigesprochen. Er selbst war aber bei der Schießerei am Arm verwundet worden, der amputiert werden musste. Danach arbeitete er trotz seiner Behinderung als Holzfäller an der Grenze von Texas zu Louisiana. 1885 kam eine Wende in seinem Leben, als er nach einem Erweckungstreffen von Baptisten beschloss ein ehrbares Leben zu führen, und er wurde in Beaumont ein angesehener Geschäftsmann im Immobiliengeschäft und danach als Ziegelei-Unternehmer. Nebenbei war er religiös aktiv und Sonntagsschullehrer für Mädchen.
Da er für seine Ziegelei Brennstoff brauchte und auf einem von einem Salzstock aufgewölbten Hügel südlich Beaumont, dem Spindletop Hill, eine moderne Ziegelei gründen wollte, suchte er nach Erdöl, obwohl man damals allgemein der Meinung war, dass es in der Region des Golf von Mexiko weder Öl noch Gas gab. Mit seinem Geschäftspartner George W. Carroll kaufte er die eine Hälfte von Spindletop und tat sich mit George Washington O’Brien zusammen, der die Konzession für die andere Hälfte hatte und ebenfalls vom Ölreichtum überzeugt war (man konnte Erdöl an der Oberfläche austreten sehen). Higgins nannte die 1892 gegründete Gesellschaft nach einer seiner Sonntagsschul-Schülerinnen (Gladys Bingham) Gladys City Oil and Manufacturing Company und wurde der Geschäftsführer. Die Bohrungen begannen 1893, waren aber nicht erfolgreich. 1895 verließ Higgins im Streit die Firma, die allgemein als Misserfolg galt. Probleme gab es vor allem mit dem Treibsand, der Bohrungen in größere Tiefen erschwerte. Er behielt aber seinen Glauben daran, dass unter dem Hügel Öl zu finden war und inserierte landesweit in den USA, um Geologen und Investoren zu finden, die an einer Suche interessiert waren. 1899 fand er einen Unterstützer in Form von Francis Lucas, einem Experten für Salzstöcke, der sich eine Konzession von Gladys Oil holte und mit Bohrungen begann, wobei Higgins mit 10 Prozent beteiligt war. Auch er war zunächst erfolglos, holte aber weitere Finanziers aus Pittsburgh (unter anderem Andrew W. Mellon) hinzu (die allerdings zur Bedingung machten, dass Higgins in der weiteren Erkundung leer ausging). 1900 holte sich Lucas eine weitere Konzession von Gladys City Oil und außerdem von zwei benachbarten Farmern, auf deren Land er schließlich am 10. Januar 1901 fündig wurde (der Lucas Gusher genannte Blowout). Für neun Tage flossen schätzungsweise täglich 100.000 Barrel Öl, ohne dass man das Öl zunächst auffangen und verwerten konnte.
Higgins verklagte Lucas anschließend mit dem Argument, dass sein Vertrag mit Lucas zum Zeitpunkt des Fundes noch nicht abgelaufen war. Man einigte sich schließlich auf die Zahlung einer ungenannten Summe Geldes. Higgins gründete daraufhin eine eigene Ölfirma und wurde selbst auf Spindletop fündig mit einer Quelle, die zweimal ergiebiger war als die ursprüngliche. 1902 verkaufte er sie für 3 Millionen Dollar an den Holz-Baron und Geschäftsmann John Henry Kirby (sein Immobilien-Engagement schränkte seine Liquidität ein und machte ihn anfällig für eine Übernahme) und gründete eine neue Ölfirma (Higgins Standard Oil), um in den folgenden 50 Jahren bei anderen Salzstöcken an der Golfküste nach Öl zu bohren. Als Geschäftsmann ging er durch Höhen und Tiefen, da er typischerweise seine Quellen verkaufte, bevor sie voll entwickelt waren, um erneut nach neuen Feldern zu suchen.
Higgins war auf vielen Gebieten Autodidakt, zum Beispiel als Geologe, Kartograph, Erfinder, Naturforscher, Designer und Ingenieur.
Er behielt seine Bibeltreue sein Leben lang bei, was sich zu einer puritanischen Abneigung gegen Alkohol und überhaupt jede Art von öffentlicher Unterhaltung entwickelte. Seiner Familie gegenüber war er großzügig. Seine Mutter lebte bei ihm bis zu ihrem Tod 1907. Er adoptierte auch regelmäßig Waisen-Mädchen. 1908 heiratete er ein achtzehnjähriges Waisenmädchen (Annie Johns), die er 1905 adoptiert hatte und mit der er drei Kinder hatte.